# Adopció
L'adopció és el procés mitjançant el qual un individu acull una persona que no és de la seva sang com a fill o filla. L'adopció es pot dur a terme en solitari (família monoparental, d'un sol progenitor) o des d'una parella ja establerta. Els fills adoptius passen a tenir el mateix estatus que si haguessin nascut en aquella família. Es diferencia de l'acollida de menors, en què els fills no formen part oficial de la família, poden conservar vincles amb els pares biològics o el centre de referència, i sol estar limitada en el temps, mentre que l'adopció és per sempre.

## Història
En l'antiguitat s'adoptaven fills per qüestions dinàstiques. Les famílies patrícies romanes sense nois podien adoptar un fill d'una altra família il·lustre per fer carrera política o establir vincles amb un llinatge reconegut. Qualsevol pater familias podia donar el seu fill en adopció, usualment a canvi de diners o per poder ocupar-se dels altres fills. August, per exemple, va accedir al poder per adopció. En canvi, els infants pobres no eren adoptats i si eren abandonats o perdien la seva família passaven a ser esclaus. De manera similar, a l'Índia i la Xina s'adoptaven nois per assegurar-se uns rituals funeraris adequats.
A l'edat mitjana es va produir un canvi: els nobles no volien adoptar per no destorbar el dret de llinatge i, en canvi, l'Església va començar a patrocinar les adopcions de nens sense recursos, fundant els primers orfenats. En aquests centres, els infants passaven a la vida religiosa o com a aprenents quan la comunitat els necessitava.
A principis del segle xix, va sorgir el concepte modern d'adopció, tant pel desig de fer créixer la família com per donar sortida als nens sense pares, en paral·lel a la revaloració de la infància com a etapa valuosa i l'aparició d'institucions caritatives, la majoria d'origen religiós. Estats Units va liderar aquesta transformació, com a resposta a la necessitat de tenir més fills a les zones poc poblades (iniciatives com l'Orphan Train s'han d'inscriure en aquesta línia).

## Motivació
La majoria d'adopcions (80% dels casos) s'originen per infertilitat, és a dir, quan una parella no pot tenir fills biològics recorre a adoptar algun infant orfe per poder formar una família. Les lleis protegeixen el menor i formalitzen un procés que ha de passar la família adoptant per garantir que pot donar un futur estable a l'infant, sigui nascut al país o fora (adopció internacional). Per aquest motiu, les adopcions se centren en nens o nenes molt petits, sobretot nadons.
També es pot voler adoptar nens en situació desvalguda per donar-los una llar, com el cas de les nenes xineses, els infants amb alguna discapacitat o els que venen d'una catàstrofe natural. Els mitjans de comunicació han fet créixer aquestes adopcions amb reportatges sobre la situació de la infància en diferents indrets. Per evitar abusos, tràfic de menors o separar famílies en situació de desgràcia, es va crear el protocol de la Declaració de la Haia de 1993, que regula els moviments internacionals de menors.

## A l'estat espanyol
A l'estat espanyol, els infants sense famílies que se'n puguin fer càrrec o a qui han retirat la custòdia per maltractaments o negligència passen a cura estatal, a centres denominats CRAE. Les famílies que vulguin adoptar un infant, després de passar el procés d'idoneïtat, reben assignat un nen o una nena dels CRAE, que passa a ser fill o filla seu a tots els efectes. En l'assignació d'infants, prevalen sempre els drets del menor per sobre dels de la futura família, que ha de complir els requisits següents:
- ser majors de 25 anys (en el cas de les parelles, és suficient que un dels dos hagi complert aquesta edat),
- no superar en 40 anys l'edat del menor,
- rebre una valoració positiva d'un psicòleg i d'un treballador social (l'anomenat estudi psicosocial, que permet obtenir el certificat d'idoneïtat per a l'adopció),
- disposar d'un habitatge en condicions i d'un ingressos mínims en funció del nombre de membres de la família,
- disposar d'aptituds pedagògiques per educar el nen o nena.

Poden adoptar persones soles i parelles que portin més de dos anys de convivència, siguin parelles homosexuals o heterosexuals, amb més fills o sense.